# HD32188
HD32188 — хімічно пекулярна зоря спектрального класу A1, що має видиму зоряну величину в смузі V приблизно  6,1.
Вона  розташована на відстані близько 2038,5 світлових років від Сонця.

## Фізичні характеристики
Зоря HD32188 обертається 
порівняно повільно 
навколо своєї осі. Проєкція її екваторіальної швидкості на промінь зору становить  Vsin(i)= 23км/сек.